# NGC 7503
NGC 7503 é uma galáxia elíptica (E2) localizada na direcção da constelação de Pisces. Possui uma declinação de +07° 34' 05" e uma ascensão recta de 23 horas, 10 minutos e 42,2 segundos.
A galáxia NGC 7503 foi descoberta em 2 de Setembro de 1864 por Albert Marth.